# Distretto di Jinshan (Taiwan)
Il distretto di Jinshan (金山鄉) è un distretto di Taiwan e una cittadina rurale nella municipalità di Nuova Taipei, a nord dell'isola di Taiwan. Tra i turisti, è popolare per le sorgenti di acqua calda, oltre che per essere il sito della tomba della popolarissima cantante mandopop Teresa Teng.